# Pexopsis pyrrhaspis
Pexopsis pyrrhaspis är en tvåvingeart som beskrevs av Villeneuve 1916. Pexopsis pyrrhaspis ingår i släktet Pexopsis och familjen parasitflugor. Inga underarter finns listade i Catalogue of Life.